# Kay Redfield Jamison
Kay Redfield Jamison (22 giugno 1946) è una psicologa e saggista statunitense.
È professoressa statunitense di psichiatria alla Johns Hopkins University School of Medicine ed è professore onorario alla University of St. Andrews. È considerata uno dei massimi esperti di disturbo bipolare, patologia di cui soffre.
Ha ricevuto un dottorato di ricerca in psicologia all'Università della California. È stata nominata uno dei "migliori dottori negli Stati Uniti" ed è stata scelta dal TIME come "Eroe della medicina." È anche stata scelta per il ruolo di uno dei 5 protagonisti della serie televisiva "Great Minds of Medicine".
Il suo libro Manic-Depressive Illness (scritto con Frederick K. Goodwin) è considerato il testo di riferimento sul disturbo bipolare.
In un altro libro, Exuberance: The Passion for Life, cita una ricerca secondo cui il 15 % delle persone che potrebbero essere diagnosticate come bipolari non vive mai la fase della depressione, ma vive permanentemente la fase della mania. Cita il presidente Theodore Roosevelt come esempio. Ha parlato della sua personale esperienza, e della sua lotta contro la depressione che l'ha portata non solo ad avere pensieri suicidi, ma anche a tentare di togliersi la vita tramite overdose di litio. 
In Touched with Fire: Manic-Depressive Illness and the Artistic Temperament, mostra come il disturbo bipolare ricorra nelle famiglie artistiche o comunque di successo in svariati campi.  Come esempio cita Lord Byron ed i suoi antenati. 
In Night Falls Fast: Understanding Suicide, la Jamison tratta esaustivamente il tema del suicidio, evidenziandone gli aspetti storici, religiosi e culturali. Descrive dettagliatamente il rapporto tra il suicidio e la malattia mentale. L'elemento catalizzatore che ha portato alla realizzazione di questo libro è stato il suicidio di un suo caro amico, un uomo molto brillante con tendenze bipolari. Con lui aveva fatto un patto: se uno dei due avesse sentito istinti suicidi, avrebbe chiamato l'altro per passare insieme una settimana. Ma non sono entrati in contatto prima che l'amico si togliesse la vita.

## Riconoscimenti
- National Mental Health Association's William Styron Award (1995),
- American Suicide Foundation Research Award (1996),
- Community Mental Health Leadership Award (1999)
- MacArthur Fellowship (2001)